# John Williams
 For alternative betydninger, se John Williams (flertydig). (Se også artikler, som begynder med John Williams)
John Towner Williams (født 8. februar 1932 i New York) er en amerikansk komponist og musiker. Han er en af de mest anerkendte filmmusikkomponister og hans musik har været nomineret til 54 Oscars – en rekord, der kun er overgået af Walt Disney.
Musik spillede en vigtig rolle i hans liv fra en tidlig alder. Da han var syv begyndte han at spille klaver, og senere lærte han også at spille trompet, trækbasun og klarinet. I 1948 flyttede Williams-familien, inklusiv Johns tre yngre søskende, til Los Angeles hvor hans fader, der var jazz-trommeslager, arbejdede som free-lancer for filmstudie-orkestre.
Efter at være blevet færdig med High School i 1950 tog John Williams kurser i klaver og komposition på UCLA og studerede privat hos pianisten Bobby van Eps. Efter at have aftjent sin værnepligt i flyvevåbnet fra 1952-54, tilbragte han et år på Juillard School of Music hvor han studerede klaver under Rosina Lhevinne. Mens han boede i New York arbejdede han også som jazz-pianist.
Efter at være vendt tilbage til Los Angeles arbejdede Williams bl.a. for den legendariske komponist Alfred Newman hos filmselskabet 20th Century Fox og som pianist for Columbia Pictures' orkester. Samtidig fortsatte han sine musikstudier, bl.a. under den italienske komponist Mario Castelnuovo-Tedesco.
Williams komponerede musikken til adskillige film og TV-serier fra 1950'erne og frem. Hans musik til filmen The Reivers fra 1969 blev skelsættende for Williams. Det var denne filmmusik, der fangede den unge filminstruktør Steven Spielbergs interesse. Spielberg hyrede Williams til at skrive musikken til sin film Sugarland Express fra 1974 og har aldrig brugt en anden komponist siden. Da George Lucas lavede den første Star Wars-film i 1977 var det Spielberg, der anbefalede George Lucas at bruge John Williams.
Williams' musik til Spielbergs film fra 1970'erne (efter Sugarland Express komponerede han musikken til Spielbergs Dødens gab i 1975 og Nærkontakt af tredje grad i 1977) samt hans musik til Star Wars i 1977 placerede Williams på stjerne-kortet. Lige siden har Williams været én af de mest originale, produktive og respekterede filmmusikkomponister i Hollywood. Siden de sene 1970'ere og gennem 1980'erne og 1990'erne har Williams komponeret filmmusik, der har opnået status af klassikere: for eksempel temaerne til Superman, Star Wars, Indiana Jones, JFK, Jurassic Park og mange, mange flere. John Williams har vundet 5 Oscars; den første for Spillemand på en tagryg i 1971.
Ud over at komponere filmmusik er Williams også en anerkendt komponist af ikke-filmrelateret klassisk musik.

## Filmmusik
| År   | Film                                                | Instruktør          |
| ---- | --------------------------------------------------- | ------------------- |
| 1958 | Daddy-O                                             | Lou Place           |
| 1960 | I Passed for White                                  | Fred M. Wilcox      |
| 1960 | Because They're Young                               | Paul Wendkos        |
| 1961 | The Secret Ways                                     | Phil Karlson        |
| 1962 | Bachelor Flat                                       | Frank Tashlin       |
| 1963 | Diamond Head                                        | Guy Green           |
| 1963 | Gidget Goes to Rome                                 | Paul Wendkos        |
| 1964 | Gilligan's Island: Marooned                         | Rod Amateau         |
| 1964 | Nightmare in Chicago                                | Robert Altman       |
| 1964 | Den, der hævner                                     | Don Siegel          |
| 1965 | The Katherine Reed Story                            | Robert Altman       |
| 1965 | Kun for de tapre                                    | Frank Sinatra       |
| 1965 | John Goldfarb, Please Come Home!                    | J. Lee Thompson     |
| 1966 | Rancho Bravo                                        | Andrew V. McLaglen  |
| 1966 | Sådan stjæler man en million                        | William Wyler       |
| 1966 | The Plainsman                                       | Cecil B. DeMille    |
| 1966 | Not with My Wife, You Don't!                        | Norman Panama       |
| 1966 | Penelope                                            | Arthur Hiller       |
| 1967 | Vejledning i sidespring for ægtemænd                | Gene Kelly          |
| 1967 | Dus med spøgelserne                                 | George Marshall     |
| 1967 | Fitzwilly                                           | Delbert Mann        |
| 1968 | Sergeant Ryker                                      | Buzz Kulik          |
| 1968 | Heidi                                               | Delbert Mann        |
| 1969 | Daddy's Gone A-Hunting                              | Mark Robson         |
| 1969 | Farvel, Mr. Chips                                   | Herbert Ross        |
| 1969 | De tre fra Mississippi                              | Mark Rydell         |
| 1970 | Storia di una donna                                 | Leonardo Bercovici  |
| 1970 | Jane Eyre                                           | Delbert Mann        |
| 1971 | Spillemand på en tagryg                             | Norman Jewison      |
| 1972 | The Cowboys                                         | Mark Rydell         |
| 1972 | The Screaming Woman                                 | Jack Smight         |
| 1972 | Images                                              | Robert Altman       |
| 1972 | Poseidons hemmelighed                               | Irwin Allen         |
| 1972 | Pete 'n' Tillie                                     | Martin Ritt         |
| 1973 | Det lange farvel                                    | Robert Altman       |
| 1973 | Tom Sawyer                                          | Don Taylor          |
| 1973 | The Man Who Loved Cat Dancing                       | Richard C. Sarafian |
| 1973 | The Paper Chase                                     | James Bridges       |
| 1973 | Cinderella Liberty                                  | Mark Rydell         |
| 1974 | Conrack                                             | Martin Ritt         |
| 1974 | The Sugarland Express                               | Steven Spielberg    |
| 1974 | Earthquake                                          | Mark Robson         |
| 1974 | Det tårnhøje helvede                                | John Guillermin     |
| 1975 | Kold hævn                                           | Clint Eastwood      |
| 1975 | Dødens gab                                          | Steven Spielberg    |
| 1976 | Den enes død...                                     | Alfred Hitchcock    |
| 1976 | Duel i Missouri                                     | Arthur Penn         |
| 1976 | Slaget om Midway                                    | Jack Smight         |
| 1977 | Sort søndag                                         | John Frankenheimer  |
| 1977 | Star Wars Episode IV: Et nyt håb                    | George Lucas        |
| 1977 | Nærkontakt af tredje grad                           | Steven Spielberg    |
| 1978 | Den Hemmelige Kraft                                 | Brian De Palma      |
| 1978 | Dødens gab 2                                        | Jeannot Szwarc      |
| 1978 | Superman                                            | Richard Donner      |
| 1979 | Dracula                                             | John Badham         |
| 1979 | 1941                                                | Steven Spielberg    |
| 1980 | Star Wars Episode V: Imperiet slår igen             | Irvin Kershner      |
| 1981 | Jagten på den forsvundne skat                       | Steven Spielberg    |
| 1981 | Heartbeeps                                          | Allan Arkush        |
| 1982 | E.T.: The Extra-Terrestrial                         | Steven Spielberg    |
| 1982 | Monsignor                                           | Frank Perry         |
| 1983 | Star Wars Episode VI: Jediridderen vender tilbage   | Richard Marquand    |
| 1984 | Indiana Jones og templets forbandelse               | Steven Spielberg    |
| 1984 | The River                                           | Mark Rydell         |
| 1986 | SpaceCamp                                           | Harry Winer         |
| 1987 | Heksene fra Eastwick                                | George Miller       |
| 1987 | Solens rige                                         | Steven Spielberg    |
| 1988 | Turist ved et tilfælde                              | Lawrence Kasdan     |
| 1989 | Indiana Jones og det sidste korstog                 | Steven Spielberg    |
| 1989 | Født den 4. juli                                    | Oliver Stone        |
| 1989 | Brevet til Iris                                     | Martin Ritt         |
| 1989 | Always                                              | Steven Spielberg    |
| 1990 | Måske uskyldig                                      | Alan J. Pakula      |
| 1990 | Alene hjemme                                        | Chris Columbus      |
| 1991 | Hook                                                | Steven Spielberg    |
| 1991 | JFK                                                 | Oliver Stone        |
| 1992 | Far and Away                                        | Ron Howard          |
| 1992 | Alene hjemme 2: Glemt i New York                    | Chris Columbus      |
| 1993 | Jurassic Park                                       | Steven Spielberg    |
| 1993 | Schindlers liste                                    | Steven Spielberg    |
| 1995 | Sabrina                                             | Sydney Pollack      |
| 1995 | Nixon                                               | Oliver Stone        |
| 1996 | Sleepers                                            | Barry Levinson      |
| 1997 | Rosewood                                            | John Singleton      |
| 1997 | The Lost World: Jurassic Park                       | Steven Spielberg    |
| 1997 | Seven Years in Tibet                                | Jean-Jacques Annaud |
| 1997 | Amistad                                             | Steven Spielberg    |
| 1998 | Saving Private Ryan                                 | Steven Spielberg    |
| 1998 | Stepmom                                             | Chris Columbus      |
| 1999 | Star Wars Episode I: Den usynlige fjende            | George Lucas        |
| 1999 | Angelas aske                                        | Alan Parker         |
| 1999 | The Unfinished Journey                              | Steven Spielberg    |
| 2000 | The Patriot                                         | Roland Emmerich     |
| 2001 | A. I. - kunstig intelligens                         | Steven Spielberg    |
| 2001 | Harry Potter og De Vises Sten                       | Chris Columbus      |
| 2002 | Star Wars Episode II: Klonernes angreb              | George Lucas        |
| 2002 | Minority Report                                     | Steven Spielberg    |
| 2002 | Harry Potter og Hemmelighedernes Kammer             | Chris Columbus      |
| 2002 | Catch Me If You Can                                 | Steven Spielberg    |
| 2004 | Harry Potter og Fangen fra Azkaban                  | Alfonso Cuarón      |
| 2004 | Terminalen                                          | Steven Spielberg    |
| 2005 | Star Wars Episode III: Sith-fyrsternes hævn         | George Lucas        |
| 2005 | War of the Worlds                                   | Steven Spielberg    |
| 2005 | Mit liv som Geisha                                  | Rob Marshall        |
| 2005 | München                                             | Steven Spielberg    |
| 2008 | Indiana Jones og Krystalkraniets Kongerige          | Steven Spielberg    |
| 2008 | A Timeless Call                                     | Steven Spielberg    |
| 2008 | Warner at War                                       | Constantine Nasr    |
| 2011 | The Adventures of Tintin: The Secret of the Unicorn | Steven Spielberg    |
| 2015 | Star Wars: The Force Awakens                        | J.J. Abrams         |